# Port lotniczy Indiry Gandhi w Delhi
Port lotniczy Indiry Gandhi (ang. Indira Gandhi International Airport) – największy port lotniczy w Indiach, położony w pobliżu Nowego Delhi; nosi nazwisko hinduskiej polityk Indiry Gandhi. W 2018 obsłużył około 70 mln pasażerów.

## Linie lotnicze i połączenia
- Aerofłot (Moskwa-Szeremietiewo)
- Air Astana (Ałmaty)
- Air China (Pekin)
- Air France (Paryż)
- Air India (Ahmedabad, Amritsar, Aurangabad, Bagdogra, Bahrajn, Bangalore, Bangkok, Bhopal, Bhubaneswar, Birmingham, Chandigarh, Chennai, Chicago, Coimbatore, Kolombo, Kopenhaga, Dammam, Doha, Dubaj, Durgapur, Frankfurt, Gaya, Goa, Guwahati, Bombaj, Hongkong, Hyderabad, Imphal, Indore, Jaipur, Jammu, Dżudda, Jodhpur, Kabul, Kannur, Kathmandu, Khajuraho, Koczin, Kalkuta, Kozhikode, Leh, Londyn, Lucknow, Madryt, Malé, Melbourne, Mediolan, Muscat, Nagpur, Najaf, Nanded, Nowy Jork, Newark, Paryż, Patna, Port Blair, Pune, Raipur, Rajkot, Ranchi, Rijad, Rzym, San Francisco, Seul, Szanghaj, Singapur, Srinagar, Sztokholm, Surat, Sydney, Tel Awiw, Thiruvananthapuram, Tirupati, Tokio – Narita, Toronto, Udaipur, Vadodara, Varanasi, Wiedeń, Vijayawada, Visakhapatnam, Waszyngton-Dulles, Yangon)
  - Air India Express (Amritsar, Kolombo, Dubaj)
- Air Mauritius (Port Louis)
- Alitalia (Mediolan)
- American Airlines (Chicago)
- Ariana Afghan Airlines (Kabul)
- Asiana (Seul)
- Austrian Airlines (Wiedeń)
- Biman Bangladesh Airlines (Dakka)
- British Airways (Londyn)
- Cathay Pacific (Hongkong)
- China Airlines (Tajpej-Taiwan Taoyuan)
- China Eastern Airlines (Pekin, Szanghaj)
- China Southern Airlines (Guangzhou)
- Druk Air (Katmandu, Paro)
- Emirates (Dubaj)
- Etihad Airways (Abu Zabi)
- Ethiopian Airlines (Addis Abeba, Pekin)
- Finnair (Helsinki)
- GMG Airlines (Dakka)
- Go Air (Madras, Bombaj, Bangalur, Koczin, Pune, Hyderabad)
- Gulf Air (Bahrajn)
- IndiGo Airlines (Bangalur, Madras, Pune, Koczin, Kalkuta, Guwahati, Imphal, Bombaj, Jaipur, Hyderabad, Phuket)
- Iberia (Madryt)
- JALways (Tokio-Narita)
- Jazeera Airways (Dubaj, Kuwejt)
  - JetLite (Kolombo, Katmandu, Kuala Lumpur, Singapur)
- Kam Air (Kabul)
- KLM (Amsterdam)
- Kuwait Airways (Kuwejt)
- Kyrgyzstan Airlines (Biszkek)
- LOT (Warszawa)
- Lufthansa (Frankfurt, Monachium)
- Mahan Airlines (Teheran-Imam Khomeini)
- Malaysia Airlines (Kuala Lumpur)
- Nepal Airlines (Katmandu)
- Oman Air (Maskat)
- Pakistan International Airlines (Karaczi, Lahaur)
- Qatar Airways (Doha)
- Royal Jordanian (Amman)
- Saudi Arabian Airlines (Dammam, Rijad, Medyna, Dżudda)
- Scandinavian Airlines System (Kopenhaga)
- Singapore Airlines (Singapur)
- SriLankan Airlines (Kolombo)
- Swiss International Air Lines (Zurych)
- Syrian Arab Airlines (Damaszek, Szardża)
- Thai Airways International (Bangkok)
- Turkish Airlines (Stambuł)
- Turkmenistan Airlines (Aszchabad)
- Ukraine International Airlines (Kijów)
- Uzbekistan Airways (Taszkent)
- Virgin Atlantic Airways (Londyn)